# Hartmetall

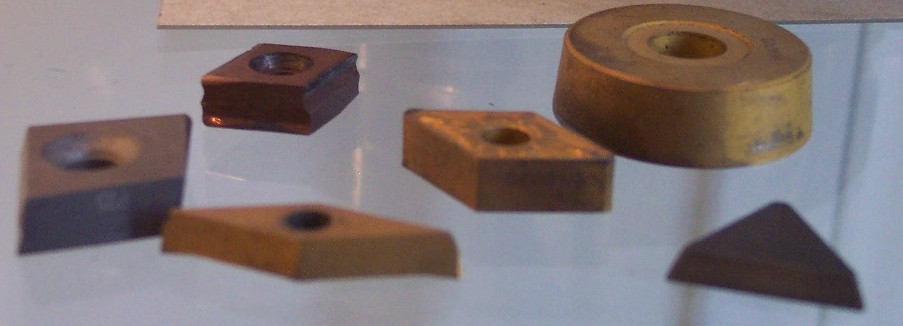
Hartmetallwendeschneidplatten für Drehmaschinen und Fräsmaschinen

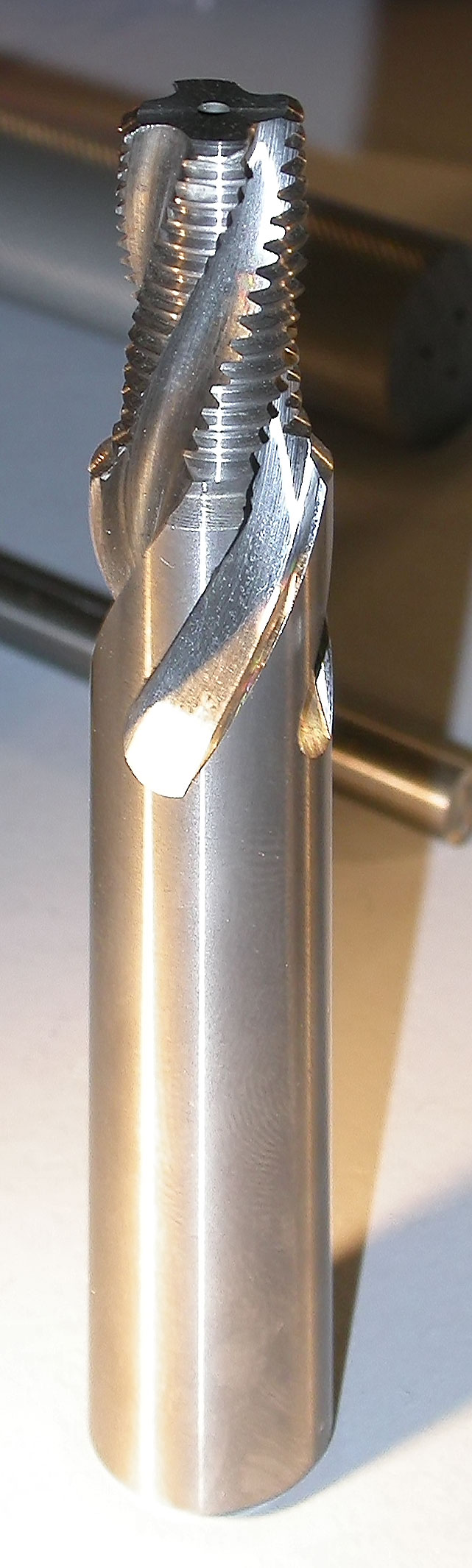
Hartmetall-Gewindefräser

Hartmetalle sind Metallmatrix-Verbundwerkstoffe, bei denen Hartstoffe, die als kleine Partikel vorliegen, durch eine Matrix aus Metall zusammengehalten werden.
Hartmetalle sind dadurch etwas weniger hart als die reinen Hartstoffe, aber deutlich zäher. Andererseits sind sie härter als reine Metalle, Legierungen und gehärteter Stahl, dafür aber bruchempfindlicher.
Hartmetalle werden überwiegend als Schneidstoff für Werkzeuge (wie Drehmeißel, Bohrer und Fräswerkzeuge) und als verschleißfeste Matrizen z. B. in Umform- oder Stanzwerkzeugen verwendet. Aufgrund der Temperaturbeständigkeit von Hartmetallen, die bis etwa 900 °C reicht, sind drei Mal so hohe Schnittgeschwindigkeiten möglich wie mit Schnellarbeitsstahl (HSS). Einige Schneidstoffe wie Schneidkeramiken, Bornitrid und Diamant weisen noch höhere Härten auf als Hartmetalle.

## Geschichte
Die Geschichte des Hartmetalls beginnt Anfang des zwanzigsten Jahrhunderts mit der Nutzung von Wolframdrähten in elektrischen Glühlampen. Nachdem William David Coolidge im Jahr 1907/8 die ersten Wolframdrähte herstellte, zeigten sich rasch deren Vorteile bei der Verwendung als Glühdrähte. Gegenüber den bis dahin eingesetzten Kohlenstoff-Fäden waren die Wolframdrähte bei einem geringeren Stromverbrauch deutlich heller. Zum Herstellen der Drähte wurden Ziehsteine aus Diamanten eingesetzt und es gab zahlreiche Versuche, die Diamanten durch kostengünstigere Materialien zu ersetzen. Zunächst gab es unter anderem von Karl Schröter, der ab 1908 in der Forschungsabteilung der Deutschen Gasglühlicht AG (DGA) arbeitete, Versuche, die Diamantziehsteine durch solche aus geschmolzenem Wolframcarbid zu ersetzen. Das gepulverte und gepresste Wolframcarbid wurde dazu in einen Vakuum-Lichtbogenofen aufgeschmolzen und dann rasch abgekühlt. Die so hergestellten Produkte hatten zwar eine hohe Härte, waren aber aufgrund hoher mechanischer Eigenspannungen nicht geeignet. 1914 patentierten Hugo Lohmann und Otto Voigtländer ein Verfahren zur Produktion von Werkstücken aus Wolframcarbid, welche durch Sintern knapp unter dem Schmelzpunkt hergestellt wurden, jedoch ebenfalls zu spröde für den Einsatz als Ziehsteine waren.
Im Jahre 1918 gliederte die Deutsche Gasglühlicht AG ihre Lampenaktivitäten aus und gründete die Osram Werke GmbH, die später in eine Kommanditgesellschaft (KG) umgewandelt wurde. Im Jahr 1920 traten die beiden anderen großen deutschen Glühlampen-Hersteller, die Allgemeine Elektrizitäts Gesellschaft (AEG) und Siemens und Halske, der KG bei und brachten ihre Glühlampenfabriken und Beteiligungen mit ein und es entstand der größte europäische Glühlampenhersteller. Die Forschung wurde in der, aus den Forschungsabteilungen der drei Firmen, 1916 gegründeten Osram Studiengesellschaft unter Franz Skaupy von der DGA weitergeführt. Aufgrund der stark gestiegenen Preise für Industriediamanten nahm man bei Osram die Forschung zu Ersatzprodukten wieder auf. Im ehemaligen Siemenswerk in Berlin-Charlottenburg wurden gesinterte poröse Wolframcarbidformkörper mit flüssigem Eisen infiltriert, wodurch sich die Qualität der Ziehsteine signifikant verbesserte, und das Verfahren wurde 1922 mit Heinrich Baumhauer als Erfinder zum Patent angemeldet.  Karl Schröter verbesserte das Verfahren weiter, indem er feinstes Wolframpulver zunächst aufkohlte und das entstandene Wolframcarbidpulver mit Eisen-, Cobalt- oder Nickelpulver vermischte, presste und sinterte. Bei den Versuchen mit so hergestellten Ziehsteinen zeigt das cobaltbasierte Hartmetall die mit Abstand besten Resultate. Bereits im März 1923 wurden von der Patent Treuhand-Gesellschaft für elektrische Glühlampen m.b.H. für das Verfahren und die damit hergestellten Werkstücke mehrere Patente mit Karl Schröter als Erfinder angemeldet.
Im Dezember 1925 übernahm die Firma Friedrich Krupp AG die Patente von der Patent Treuhand-Gesellschaft für elektrische Glühlampen m.b.H.und meldete bereits am 25. Dezember 1925 Widia (Wie Diamant) als Handelsnamen für Metallkarbide und deren Legierungen sowie Werkzeuge an. Unter strenger Geheimhaltung begann 1926 die Hartmetall-Produktion in den Räumen der Krupp Widia Forschungsanstalt in eigens durch Krupp hergestellten Sinteröfen. Das erste Produkt Widia-N (WC-6Co), welches sich in der Zusammensetzung nicht wesentlich von heutigen Hartmetallen unterscheidet, wurde auf der Leipziger Frühjahrsmesse 1927 vorgeführt. Die Produktionsmenge von Krupp Widia stieg von einer Tonne im Jahre 1927 über 60 Tonnen in 1938 auf ca. 500 Tonnen im Jahr 1944. Nach Verhandlungen mit Krupp erhielt General Electric Ende der 1920er Jahre die Lizenzrechte für den gesamten US-amerikanischen Markt. Krupp behielt allerdings das Recht Widia-Hartmetall weiter in die USA zu exportieren. General Electric produzierte Hartmetalle in der für diesen Zweck neu gegründeten Firma Carboloy und vertrieb diese unter dem gleichen Handelsnamen. Daneben vergab General Electric Unterlizenzen an Firth-Sterling und Ludlum Steel (heute Allegheny Technologies). Deren Handelsnamen waren Dimondite und Strass Metal. In der Anfangszeit war Hartmetall noch extrem teuer, es kostete zu Beginn der 1930er Jahre einen US-Dollar pro Gramm und war damit teurer als Gold.
Pobedit, bestehend aus etwa 90 % Wolframcarbid, 10 % Cobalt und geringen Zusätzen von Kohlenstoff, wurde 1929 in der UdSSR von der gleichnamigen Firma entwickelt.

## Einteilung
Aufgrund ihrer Zusammensetzung kann man Hartmetalle in drei Gruppen einteilen:

### Wolframcarbid-Kobalt-Hartmetalle (WC-Co)
Wolframcarbid-Kobalt-Hartmetalle repräsentieren die Standardsorten, die mengenmäßig die größte Bedeutung haben. Sie enthalten neben WC keine oder nur geringe Mengen (< 0,8 %) anderer Carbide, wie Vanadiumcarbid (VC), Chromcarbid (Cr2C3) und Tantal-Niob-Carbid (Ta,Nb)C. Die WC-Korngröße kann dabei in einem weiten Bereich von unter einem bis ca. 20 μm und der Cobaltgehalt zwischen drei und 30 % variiert werden, wodurch sie für fast alle Anwendungen gut angepasst werden können. Aufgrund der Eindiffusion von Eisen bei erhöhten Temperaturen sind sie für die Zerspanung von weichem Stahl wenig geeignet.

### Hartmetallsorten für die Stahlbearbeitung (WC-(Ti,Ta,Nb)C-Co)
Hartmetallsorten für die Stahlbearbeitung enthalten im Vergleich zu den WC-Co-Sorten noch größere Mengen andere Carbide/Mischcarbide (MC), wie Titancarbid, Tantal-Niob-Carbid und Zirkoniumcarbid (ZrC). Sie zeichnen sich durch verbesserte Warmhärte/Warmfestigkeit und Oxidationsbeständigkeit aus. Aufgrund einer besseren Diffusionsbeständigkeit gegenüber Eisenwerkstoffen sind sie insbesondere für die spanenden Bearbeitung von Stahlwerkstoffen geeignet, wo an der Schneidkante Temperaturen um 1000 °C auftreten können. Sie werden entsprechend ihrer Zusammensetzung in zwei Gruppen unterteilt: Gruppe A > 10 % Mischcarbide und Gruppe B < 10 % Mischcarbide.

### Cermets
Diese Hartmetalle enthalten wenig oder kein Wolframcarbid, sondern andere Hartstoffe, insbesondere Titancarbid und Titannitrid. Die Bindephase besteht dabei aus Nickel und Cobalt sowie weiteren Elementen wie Molybdän oder Tantal. Diese als Cermets (ceramic + metall) bezeichneten Hartmetalle zeichnen sich durch eine weiter erhöhte Warmfestigkeit und Härte und durch sehr geringe Diffusions- und Adhäsionsneigung aus. So sind noch höhere Schnittgeschwindigkeiten zum Schlichten von Metall möglich. Aus diesem Grund werden die Cermet-Schneidstoffe vorwiegend zum High Speed Cutting (HSC) Verfahren eingesetzt.

## Zusammensetzung
| Korngröße WC | Bezeichnung in | Bezeichnung in |
| Korngröße WC | deutsch        | englisch       |
| ------------ | -------------- | -------------- |
| < 0,2 µm     | Nano           | Nano           |
| 0,2 – 0,5 µm | Ultrafein      | Ultrafine      |
| 0,5 – 0,8 µm | Feinst         | Submicron      |
| 0,8 – 1,3 µm | Fein           | Fine           |
| 1,3 – 2,5 µm | Mittel         | Medium         |
| 2,5 – 6,0 µm | Grob           | Coarse         |
| > 6,0 µm     | Extragrob      | Extracoarse    |

Als Hartstoff kommt meistens Wolframcarbid (WC) zum Einsatz, es kann sich aber auch um Titancarbid (TiC), Titannitrid (TiN), Niobcarbid, Tantalcarbid oder Vanadiumcarbid handeln. Als Bindemetall für die Matrix wird bei WC-Sorten Cobalt genutzt, sonst vor allem Nickel oder Mischungen aus beiden.
Die meisten WC-Co-Hartmetalle bestehen aus 73–97 % Wolframcarbid und 3–27 % Cobalt. Es gibt jedoch auch Sondersorten, bei welchen als Binder Nickel zum Einsatz kommt. Dadurch weist das Hartmetall eine besonders hohe Korrosionsbeständigkeit auf und ist in aller Regel nicht magnetisierbar. Weiterhin gibt es noch die Möglichkeit, auf besonders zähe Binder aus einer Eisen-Nickel-Cobalt Mischung zurückzugreifen.
Die Wolframcarbidkörner sind 0,2–6 Mikrometer groß. Eine grobe Einteilung der verschiedenen Korngrößen ist in folgender Tabelle vorgenommen. Zur Bearbeitung von frischem Holz werden auch Stellite (Hartlegierungen) eingesetzt. Der Vorteil von Stellite bei einer Holzsägeanwendung ist, dass es vergleichsweise einfach auf den Sägengrundkörper aufzulöten ist. Anschließend kann es mit kostengünstigen Schleifscheiben in die gewünschte Geometrie geschliffen werden. Stellitsägen können öfter geschärft werden als Hartmetallsägen.
Bei dünnen Holzsägen ist es problematisch, die Hartmetallschneide fest auf den Sägengrundkörper aufzubringen. Selbst bei einer Fertigung mit Plasmaschweißgeräten kommt es immer wieder zu Zahnausfall während des Einsatzes der Säge. Ein weiterer Nachteil ist, dass Hartmetallsägen mit einer teuren Diamantschleifscheibe geschärft werden müssen, während der Grundkörper mit einer Steinscheibe geschärft werden soll, da der Kohlenstoff des Diamanten eine hohe Affinität zu Stahl hat und die Diamantkörner verschleißen.

## Eigenschaften
Hartmetalle unterscheiden sich von Stählen insbesondere hinsichtlich folgender Eigenschaften:
- E-Modul
- Dichte
- Härte
- Druckfestigkeit
- Biegebruchfestigkeit

Viele Hartmetalle weisen einen E-Modul zwischen 400 und 650 GPa auf. Stähle liegen hier zwischen 180 und 240 GPa. Für Co-gebundene Hartmetalle kann davon ausgegangen werden, dass mit abnehmendem Cobaltgehalt der E-Modul in etwa linear zunimmt. Dies ist auf den zunehmenden Einfluss der Hartstoffschicht in Form von Wolframcarbid zurückzuführen. Durch den im Vergleich zu Stahl höheren E-Modul können Hartmetalle dazu verwendet werden, um bei gleichem Trägheitsmoment eine wesentlich steifere Struktur zu realisieren. Die Dichte von Hartmetallen bewegt sich in der Regel zwischen 12,75 bis 15,20 g/cm3. Im Vergleich hierzu liegen die meisten Stähle bei etwa 7,85 g/cm3. Die Härte von Hartmetallen kann bis zu 2200 HV30 erreichen. Auch hier zeigt sich, dass mit abnehmendem Cobaltgehalt die Härte zunimmt. Die Druckfestigkeit von Hartmetallen kann Werte bis über 8000 MPa erreichen und nimmt ebenfalls mit abnehmendem Cobaltgehalt zu. Bei der Biegebruchfestigkeit können typischerweise Werte zwischen etwa 2000 und 4000 MPa erwartet werden.
Im Allgemeinen kann davon ausgegangen werden, dass eine Verringerung der Korngröße die Biegebruchfestigkeit, Härte und Druckfestigkeit der Hartmetalle positiv beeinflussen. Jedoch ist an dieser Stelle festzuhalten, dass dadurch der Aufwand zur Herstellung der Hartmetalle deutlich erhöht wird. So müssen nicht nur feinere Pulver als Ausgangswerkstoff zur Verfügung gestellt werden, es bedarf auch einer besonderen Prozessführung beim Sintern der Hartmetalle.

## Herstellung
Die Herstellung von Hartmetall erfolgt in einem mehrstufigen Prozess. Im Groben können folgende Schritte der Hartmetallherstellung unterschieden werden:
- Mischen/Mahlen/Granulatfertigung
- Formgebung
- Sintern

Danach folgen, je nach Anwendung und Werkstück:
- Endbearbeitung
- Beschichtung[20]

### Mahlen und Mischen
Im Rahmen dieses Vorgangs werden die gewünschten Inhaltsstoffe des Hartmetalls zu sehr feinem Pulver mit Korngrößen herab bis zu 0,2 µm vermahlen und dabei gleichzeitig vermischt. Dieser Vorgang findet häufig in Kugelmühlen bzw. einem Attritor statt. Diese Mühlen müssen mit verschiedenen Sicherheitseinrichtungen, unter anderem mit einer Absaugung betrieben werden, weil Cobalt für den Menschen schädlich ist und die entstehenden sehr feinen Stäube unter Umständen lungengängig sein könnten. Als Mahlflüssigkeit kommen in der Regel organische Lösungsmittel wie zum Beispiel Heptan zum Einsatz. In der jüngeren Vergangenheit wird beim Mischen in sogenannten Eirichmischern jedoch stattdessen Wasser verwendet. Durch die Zugabe eines organischen Binders, beispielsweise Paraffin oder Weißöl, gegen Ende des Mahlvorgangs erhält man nach dem Trocknen eine formbare Masse, die im nächsten Schritt zum Grünling gepresst werden kann. Das Trocknen kann mittels Verdampfen der Mahlflüssigkeit durch Vakuumtrocknung oder Sprühtrocknung vorgenommen werden.

### Formgebung
Die im vorigen Schritt konfektionierten und getrocknetem Pulver werden in diesem Schritt zu einem sogenannten Grünling gepresst. Dieser Grünling weist bereits alle geometrischen Eigenschaften des gewünschten fertigen Bauteils auf, jedoch müssen hierbei noch Schwindmaße berücksichtigt werden, da es zu einer Volumenänderung während des Sinterns kommt. Gängige Verfahren zur Herstellung von Grünlingen sind in direkte und indirekte Methoden zu unterscheiden:
- Direkte Methoden, wie Matrizenpressen, Spritzgießen und Strangpressen
- Indirekte Methoden, wie Kaltisostatisches Pressen und Grünlingsbearbeitung

### Sintern
Danach wird der Grünling je nach Herstellverfahren bei Temperaturen bis 1600 °C im Vakuum oder in einer Schutzatmosphäre und Drücken bis 5000 bar gesintert. Beim Sintern kommt in den meisten Fällen das sogenannte heißisostatische Pressen (HIP) in einem Sinterofen zum Einsatz. Dabei wird ausgenutzt, dass die Hartstoff-Phase (α-Phase) und die Binder-Phase (β-Phase) unterschiedliche Schmelzpunkte haben. In der Regel hat die α-Phase einen deutlich höheren Schmelzpunkt als die β-Phase. Es kommen unterschiedliche, in der Regel aktive, den Sinterprozess unterstützende Gase zum Einsatz. Beim Sintern wird die Temperatur im Prozess so eingestellt, dass im ersten Schritt zunächst die organischen Bindemittel entfernt werden (Vorsinterung). Anschließend wird im Vakuum die Temperatur soweit erhöht, dass sie sich über dem Schmelzpunkt der Binder-Phase aber unter dem Schmelzpunkt der Hartstoff-Phase befindet. Durch den dann während des HIP aufgebrachten äußeren Drucks wird das Gemenge aus α- und β-Phase verdichtet und im Idealfall ein fehlstellenfreies Material erzeugt. Nach erfolgter Abkühlung und Erstarrung der Binder-Phase kann das nun entstandene Hartmetall weiter verwendet werden. Alternativ kann das Pulvergranulat in einem Gesenk oder in verschweißte Stahlbleche eingepackt und unter Vakuum erhitzt und verdichtet werden.
Um besondere Eigenschaften der Hartmetalle zu erreichen, gibt es auch dreiphasige Hartmetalle, die neben einer α- und β-Phase eine zusätzliche γ-Phase aufweisen. Klassische Vertreter hierfür sind unter anderem Titancarbid (TiC) bzw. Tantalcarbid (TaC). Diese Zusätze verbessern in aller Regel die Oxidationsbeständigkeit sowie thermische Stabilität und hemmen das Kornwachstum während des HIP-Prozesses.

### Bearbeitung
Aufgrund der hohen Härte werden Hartmetalle in aller Regel durch funkenerosive Verfahren, beispielsweise Funkenerodieren, oder spanende Verfahren mit geometrisch unbestimmter Schneide, unter anderem Schleifen, bearbeitet.
In der Umformtechnik schließt sich an das Schleifen fast immer noch ein Polieren an. Dadurch können zum einen Druckeigenspannungen in die Oberfläche eingebracht werden und zum anderen wird die Rauheit minimiert, was sich positiv auf die Kerbwirkung der Oberfläche auswirkt. Diese beiden Mechanismen bewirken eine signifikante Steigerung der Standmenge.
Es gibt jedoch insbesondere im Bereich der Umformtechnik Hartmetalle, die auch durch spanende Verfahren mittels geometrisch bestimmter Schneide, beispielsweise Drehen und Fräsen, bearbeitet werden können. Dadurch ist im Vergleich zu Erodieren bzw. Schleifen eine deutliche Kosteneinsparung zu erzielen. Diese speziellen Hartmetalle haben einen hohen Kobaltgehalt von über 20 %.

### Beschichten
Für die gängigste Anwendung, Hartmetall-Wendeschneidplatten, folgen oft noch die Arbeitsgänge Schleifen (Unterseite, gegebenenfalls Oberseite, Kanten, Radien), Beschichten (CVD-Verfahren, PVD-Verfahren, Vakuum-Elektroden-Abscheiden etc.), Beschriften und Verpacken.

## Sorten
| ISO- Klasse | zu bearbeitendes Material                    | Beispiel für Material          |
| ----------- | -------------------------------------------- | ------------------------------ |
| P           | Unlegierter Stahl / Stahlguss                | S235JR, S355JR                 |
| P           | Niedriglegierter Stahl / Stahlguss           | C45, 16MnCr5                   |
| P           | Hochlegierter Stahl / Stahlguss              | X153CrMoV12, X210Cr12          |
| M           | Edelstahl / Edelstahlguss                    | G45CrNiMo4-2, G-X6CrNiMo 18-10 |
| K           | Gusseisen mit Kugelgraphit (GGG)             | EN-GJS-400-18, EN-GJS-900-2    |
| K           | Grauguss (GG)                                | EN-GJL-150, EN-GJL-350         |
| K           | Temperguss                                   | EN-GJMW-350-4, EN-GJMW-550-4   |
| N           | Aluminiumknetlegierung                       | AlMg3, AlMgSi1                 |
| N           | Vergüteter Aluminiumguss                     | G-AlMg3, G-AlCu4TiMg           |
| N           | Kupferlegierungen                            | CuZn28, CuZn38Pb0,5            |
| N           | Allgemein Nichtmetallische Werkstoffe        | Kunststoff, Holz               |
| S           | Hochtemperaturlegierungen / Superlegierungen | Hastelloy, Inconel             |
| S           | Titanlegierung                               | Ti99,8, TiAl6Zr5               |
| H           | Gehärteter Stahl                             | X153CrMoV12, X210Cr12          |
| H           | Schalenhartguss                              | GX165CrMoV12                   |
| H           | Gusseisen                                    | EN-GJL-150, EN-GJL-350         |

Gemäß der ISO 513 werden die Hartmetalle in unterschiedliche Gruppen unterteilt. Üblich sind dabei die in nachfolgender Tabelle dargestellten Gruppen.
Der Sortenkennzeichnung folgt eine Kennzahl, die das Verschleißverhalten und die Zähigkeit beschreibt. Je kleiner die Zahl, umso größer ist der Verschleißwiderstand, aber umso geringer die Zähigkeit. Typische Kennzahlen sind: 01, 10, 20, 30, 40, 50 (z. B. P 01, M 30, K 05).
Endungen F bzw. UF bedeuten fein bzw. ultrafein (z. B. K40UF).

## Anwendungsgebiete

### Nutzung als Schneidstoff
Hauptartikel: Schneidstoff
Im Gegensatz zu konventionellen Schneidstoffen, beispielsweise Schnellarbeitsstählen, weisen Hartmetalle eine geringe Bruchzähigkeit und Thermoschockbeständigkeit auf. Demgegenüber stehen jedoch signifikante Vorteile wie eine höhere Härte und Temperaturbeständigkeit. Vor allem die hohe Härte führt zu einem hohen abrasiven Verschleißwiderstand. Alleine dies ermöglicht höhere Schnittgeschwindigkeiten. Diese können auch realisiert werden, da Hartmetalle eine Temperaturbeständigkeit von bis zu 1100 °C aufweisen. Dadurch sind sie für die Zerspanung als Schneidstoff seit langem im Einsatz, da dadurch Schnittgeschwindigkeiten von mehr als 350 m/min erreichbar sind. HSS erreichen im Vergleich hierzu Werte von ca. 75 m/min. Klassischer Anwendungsfall von Hartmetall-Werkzeugen ist die zerspanende Bearbeitung von Metallen per Drehen, Fräsen und Bohren. Daneben gibt es auch etliche andere Anwendungsfälle; zum Beispiel sind die Messer von Zigarettenpapierschneideinrichtungen aus Hartmetall gefertigt. Auch der Einsatz von Werkzeugen in Gesteinsmühlen und in Bergwerken ist eine Domäne von Hartmetallen: Gesteine zu bohren, Tunnel aufzuschließen mithilfe von Schrämmaschinen, Walzenladern, Teilschnittmaschinen oder Schildvortriebsmaschinen sind samt und sonders prädestiniert für die Verwendung von Hartmetall-bestückten Bohr- und Schneidwerkzeugen. Ein weiterer Anwendungsfall ist das Auftrennen von Harthölzern aus den Tropen mit Hartmetallsägen. Mit herkömmlichen Stellitesägen ist es oft nicht möglich, derartige Hölzer aufzutrennen.

### Nutzung beim Umformen
Hartmetalle werden bei einer Vielzahl von Umformverfahren zur Herstellung von Aktivelementen, beispielsweise Matrizen und Stempeln, eingesetzt. Dies wird vor allem dadurch begründet, dass sie im Vergleich zu Werkzeugstählen eine signifikant höhere Verschleißfestigkeit aufweisen. Bei folgenden Umformverfahren kommen Aktivelemente aus Hartmetall häufig zum Einsatz:
- Fließpressen
- Drahtziehen
- Strangpressen

Neben Anwendungen in der Umformtechnik kommen Hartmetalle auch in der Textilindustrie zum Einsatz. So werden beispielsweise Düsen beim Spinnen von Textilien aus Hartmetall hergestellt.

## Arbeitsschutz
Bei der Herstellung und Verarbeitung von Hartmetallen und der Bearbeitung von Hartmetallwerkzeugen können die Beschäftigten gegenüber Gefahrstoffen exponiert sein. Im Rahmen der Gefährdungsbeurteilung müssen die am Arbeitsplatz auftretenden Gefahrstoffe ermittelt und geeignete Schutzmaßnahmen festgelegt werden. Die Information Hartmetallarbeitsplätze kann bei der Gefährdungsbeurteilung bei Tätigkeiten mit Hartmetallen eingesetzt werden. Sie legt Kriterien für die Einhaltung des Standes der Technik fest und gibt Hilfestellungen für die Wirksamkeitsüberprüfung nach TRGS 402.

## Hersteller
Im deutschsprachigen Raum haben sich die Hersteller von Hartmetall, sowie die Lieferanten von Metallpulvern und Anlagentechnik, in dem Interessenverband Fachverband Pulvermetallurgie (FPM) zusammengeschlossen. International tätige Hartmetall-Hersteller sind unter anderem:
- Ceratizit
- Gühring
- Boehlerit
- Extramet AG
- IMC Group, mit den Firmen Iscar, Ingersoll, Taegutec und Tungalloy[24]
- Kennametal mit der Marke Widia
- Mitsubishi Materials
- Sandvik Machining Solutions, mit den Firmen Sandvik Coromant, SecoTools, Walter und Dormer Pramet.[25]
- Betek
- TIGRA
- DURIT Hartmetall GmbH